# Audacious

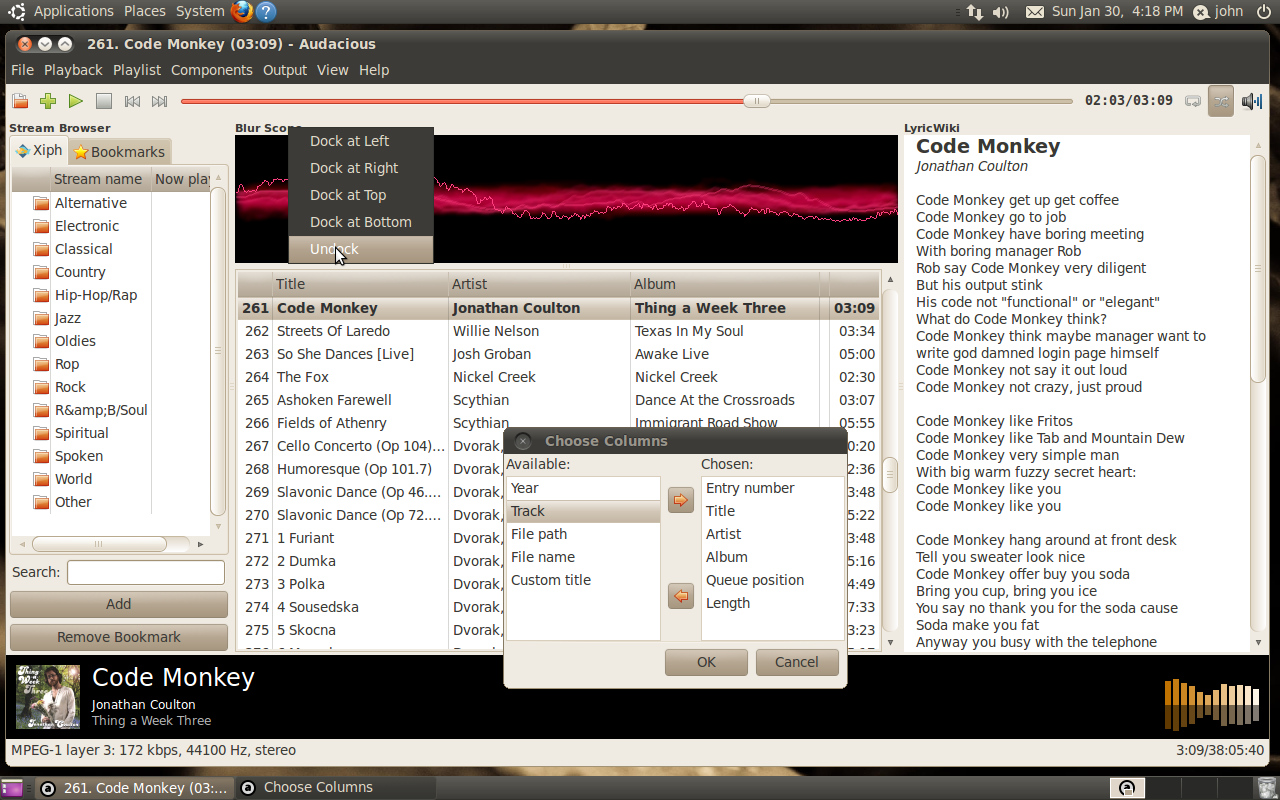
Audacious 2.5-alpha1 zainstalowany w systemie Ubuntu 10.04

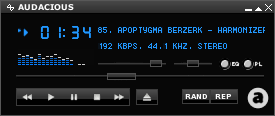
Domyślny skin Audaciousa przed wersją 2.x.

Audacious – odtwarzacz multimedialny należący do wolnego oprogramowania, przeznaczony dla systemów operacyjnych opartych na standardach POSIX. Audacious jest odgałęzieniem projektu Beep Media Player 0.9.7.1.
Ariadne kaniini Conill zdecydowała się na wyforkowanie Beep Media Playera po tym, jak jego twórcy wstrzymali prace nad nim na rzecz odtwarzacza BMPx. Jak podają sami twórcy Audaciousa, powodem stworzenia nowego projektu były odmienne koncepcje dotyczące wyglądu oraz przyszłego rozwoju odtwarzacza. Poza tym ich zdaniem Beep Media Player posiadał kilka poważnych błędów związanych z Unikodem oraz był mało przydatny dla użytkowników korzystających z mediów strumieniowych, co chcieli zmienić.
Audacious obsługuje skiny przeznaczone dla Winampa 2 oraz wizualizacje. Od wersji 2.x oprócz „winampowego” interfejsu dostępny jest też domyślnie nowy, znany jako GTKUI, oparty na GTK+. W wersji 3.6 dodano interfejs oparty na Qt

## Wtyczki
Możliwe jest pobranie dodatkowych wtyczek, które poszerzają bazę obsługiwanych wizualizacji, wtyczek wyjściowych, formatów dźwięku, kodeków itp. Istnieją także wtyczki dodające do odtwarzacza nowe funkcje, takie jak na przykład alarm, wykonywanie skryptów na początku i końcu playlist lub utworów, raportowanie utworów na Last.fm itd.